# Bùi Bé Tư
Bùi Bé Tư là Thiếu tướng Công an nhân dân Việt Nam. Ông nguyên là Giám đốc Công an tỉnh An Giang (2014-2020).

## Tiểu sử
Bùi Bé Tư là đảng viên Đảng Cộng sản Việt Nam.
Từ tháng 8 năm 2011 đến tháng 8 năm 2014, Bùi Bé Tư là Đại tá Công an nhân dân Việt Nam, Phó Giám đốc Công an tỉnh An Giang.
Tháng 8 năm 2014, Đại tá Bùi Bé Tư được bổ nhiệm giữ chức vụ Giám đốc Công an tỉnh An Giang thay cho Thiếu tướng Dương Thái Nguyên nghỉ hưu.
Năm 2014, Bùi Bé Tư được phong quân hàm Thiếu tướng Công an nhân dân Việt Nam.
Ngày 1 tháng 9 năm 2017, Bùi Bé Tư được nâng mức lương vượt cấp bậc hàm Thiếu tướng. Lúc này, Bùi Bé Tư là Thiếu tướng, Ủy viên Ban Thường vụ Tỉnh ủy, Bí thư Đảng ủy, Giám đốc Công an tỉnh An Giang.
Ngày 27 tháng 6 năm 2020, Bùi Bé Tư nhận quyết định nghỉ công tác chờ đủ tuổi hưởng chế độ hưu trí của Bộ trưởng Bộ Công an Tô Lâm. Thay ông giữ chức vụ Giám đốc Công an tỉnh An Giang là Đại tá Đinh Văn Nơi, Phó Giám đốc Công an thành phố Cần Thơ.
Tại phiên họp của Ủy ban Kiểm tra Trung ương (UBKT) kỳ thứ 22 vào ngày 1 và 2/11, tại Hà Nội, đã đề nghị Ban Bí thư xem xét kỷ luật Thiếu tướng Bùi Bé Tư, nguyên Ủy viên Ban Thường vụ Tỉnh ủy, nguyên Bí thư Đảng ủy, nguyên Giám đốc Công an tỉnh và Đại tá Nguyễn Thượng Lễ, nguyên Tỉnh ủy viên, nguyên Phó Bí thư Đảng ủy, nguyên Chỉ huy trưởng Bộ đội Biên phòng tỉnh An Giang. 